# Harumi Hiroyama
Harumi Hiroyama (弘山晴美, Hiroyama Harumi), née le 2 septembre 1968 à Naruto (Japon), est une athlète japonaise spécialiste du demi-fond au début de sa carrière, puis des courses de fond jusqu'au marathon. 

## Biographie
En 2006, elle remporte le Marathon de Nagoya en 2 h 23 min 26 s.

### Palmarès
| Date | Compétition             | Lieu      | Résultat | Épreuve  | Performance     |
| ---- | ----------------------- | --------- | -------- | -------- | --------------- |
| 1994 | Jeux asiatiques         | Hiroshima | 2e       | 3 000 m  | 8 min 53 s 74   |
| 1997 | Championnats du monde   | Athènes   | 8e       | 5 000 m  | 15 min 21 s 19  |
| 1997 | Jeux de l'Asie de l'Est | Busan     | 1re      | 5 000 m  | 15 min 37 s 53  |
| 1999 | Championnats du monde   | Séville   | 4e       | 10 000 m | 31 min 26 s 84  |
| 2000 | Jeux olympiques d'été   | Sydney    | 20e      | 10 000 m | 32 min 24 s 17  |
| 2002 | Jeux asiatiques         | Busan     | 2e       | Marathon | 2 h 34 min 44 s |
| 2004 | Jeux olympiques d'été   | Athènes   | 18e      | 10 000 m | 32 min 15 s 12  |
| 2005 | Championnats du monde   | Helsinki  | 8e       | Marathon | 2 h 25 min 46 s |

### Records
| Épreuve       | Performance     | Lieu      | Date            |
| ------------- | --------------- | --------- | --------------- |
| 3 000 mètres  | 9 min 09 s 11   | Kushiro   | 16 juillet 2008 |
| 5 000 mètres  | 15 min 03 s 67  | Stockholm | 5 août 1998     |
| 10 000 mètres | 31 min 19 s 40  | Osaka     | 9 juin 1996     |
| Marathon      | 2 h 22 min 56 s | Osaka     | 30 janvier 2000 |